# جوزيبي غالانت
جوزيبي غالانت (بالإيطالية: Giuseppe Galante)‏ هو مجدف إيطالي، ولد في 2 سبتمبر 1937 في دوماسو ‏ في إيطاليا.

## وصلات خارجية
- جوزيبي غالانت على موقع الاتحاد الدولي للتجديف (الإنجليزية)
- جوزيبي غالانت على موقع اللجنة الأولمبية الدولية (الإنجليزية)
- جوزيبي غالانت على موقع أوليمبيديا (الإنجليزية)
- جوزيبي غالانت على موقع اللجنة الأولمبية الإيطالية (الإيطالية)